# P. N. Menon
P. N. Menon (Malayalam: പി.എൻ. മേനോൻ; * 1928 in Vadakkancherry, Cochin; † 9. September 2008 in Kochi, Kerala) war ein indischer Künstler, Szenenbildner und Filmregisseur des Malayalam-Films.

## Karriere
Nach einem Studium an der Trichur School of Art ging Menon nach Madras und arbeitete in B. Nagi Reddis Vauhini-Studios als Bühnenmaler und Setdesigner. Als freischaffender Künstler gestaltete er um 1960 auch Filmposter für tamilische, Telugu- und Malayalam-Filme.
Sein Regiedebüt war Rosy (1965) mit P. J. Anthony, der auch das Drehbuch schrieb, in der Hauptrolle. P. A. Backer produzierte 1969 Menons zweiten Film Olavum Theeravum. Diese unabhängige Filmproduktion nach einem Drehbuch und Dialogen von M. T. Vasudevan Nair gilt als erster Film des New Indian Cinema in Kerala; er war auch kommerziell erfolgreich. Zu seinen Innovationen für das Malayalam-Kino gehört die extensive Verwendung von Außenaufnahmen, was jedoch auch dem Nichtgebundensein dieses Filmprojekts an ein Studio geschuldet war. Mit Chemparathi (1972), einer Liebes- und Mordgeschichte, knüpfte Menon an den erfolgreichen Realismus von Olavum Theeravum an. Er arbeitete bei diesem Film und auch bei Gayatri (1973) mit dem Malayalam-Autor Malayattoor Ramakrishnan zusammen. Sein 1983 erschienener Film Malamukalile Daivam gehört ebenfalls zu den von der heimischen Filmkritik gelobten Werken Menons. Er beschäftigt sich mit religiösem Aberglaube und Unwissenheit in einem rückständigen Stammesdorf in den Bergen Keralas.
Nach einer Pause von mehr als einem Jahrzehnt wurde 2004 sein letzter Film Nerkku Nere veröffentlicht.

## Filmografie
- 1965: Rosy
- 1969: Olavum Theeravum
- 1971: Kuttiyedathi
- 1971: Mappusakshi
- 1972: Panimudakku
- 1972: Chemparathi
- 1972: Chhayam
- 1973: Darshanam
- 1973: Gayatri
- 1974: Mazhakkaru
- 1975: Odakkuzhal
- 1976: Udhayam Kizhakku Thanne
- 1977: Taxi Driver
- 1979: Devathai
- 1981: Archana Teacher
- 1982: Anu
- 1982: Kadamba
- 1983: Asthram
- 1983: Glimpses of Kerala (Dokumentarfilm)
- 1983: Malamukalile Daivam
- 1988: Padippura
- 1990: Money Order (Fernsehfilm)
- 2004: Nerkku Nere